# Mount Noxon
Mount Noxon ist ein Berg auf der Thurston-Insel vor der Eights-Küste des westantarktischen Ellsworthlands. In den Walker Mountains ragt er am Kopfende des Myers-Gletschers auf.
Seine Position wurde erstmals anhand von Luftaufnahmen der United States Navy während der Operation Highjump (1946–1947) im Dezember 1946 bestimmt. Das Advisory Committee on Antarctic Names benannte ihn 1960 nach Winfred Charles Noxon (1921–1965), Navigator bei den Erkundungsflügen der Flugstaffel VX-6 der US-Navy zur Erstellung von Luftaufnahmen dieses Gebiets im Januar 1960.